# Daroca de Rioja
Daroca de Rioja település Spanyolországban, La Rioja autonóm közösségben. Daroca de Rioja Nalda, Santa Coloma, Sotés, Hornos de Moncalvillo, Medrano és Sojuela községekkel határos. Lakosainak száma 66 fő (2024).

## Népesség
A település népessége az elmúlt években az alábbi módon változott:
| Lakosok száma | 60   | 52   | 47   | 44   | 59   | 53   | 45   | 52   | 56   | 66   |
|               | 2001 | 2004 | 2007 | 2009 | 2012 | 2014 | 2017 | 2019 | 2022 | 2024 |